# Carlos Rodrigues Gesualdi

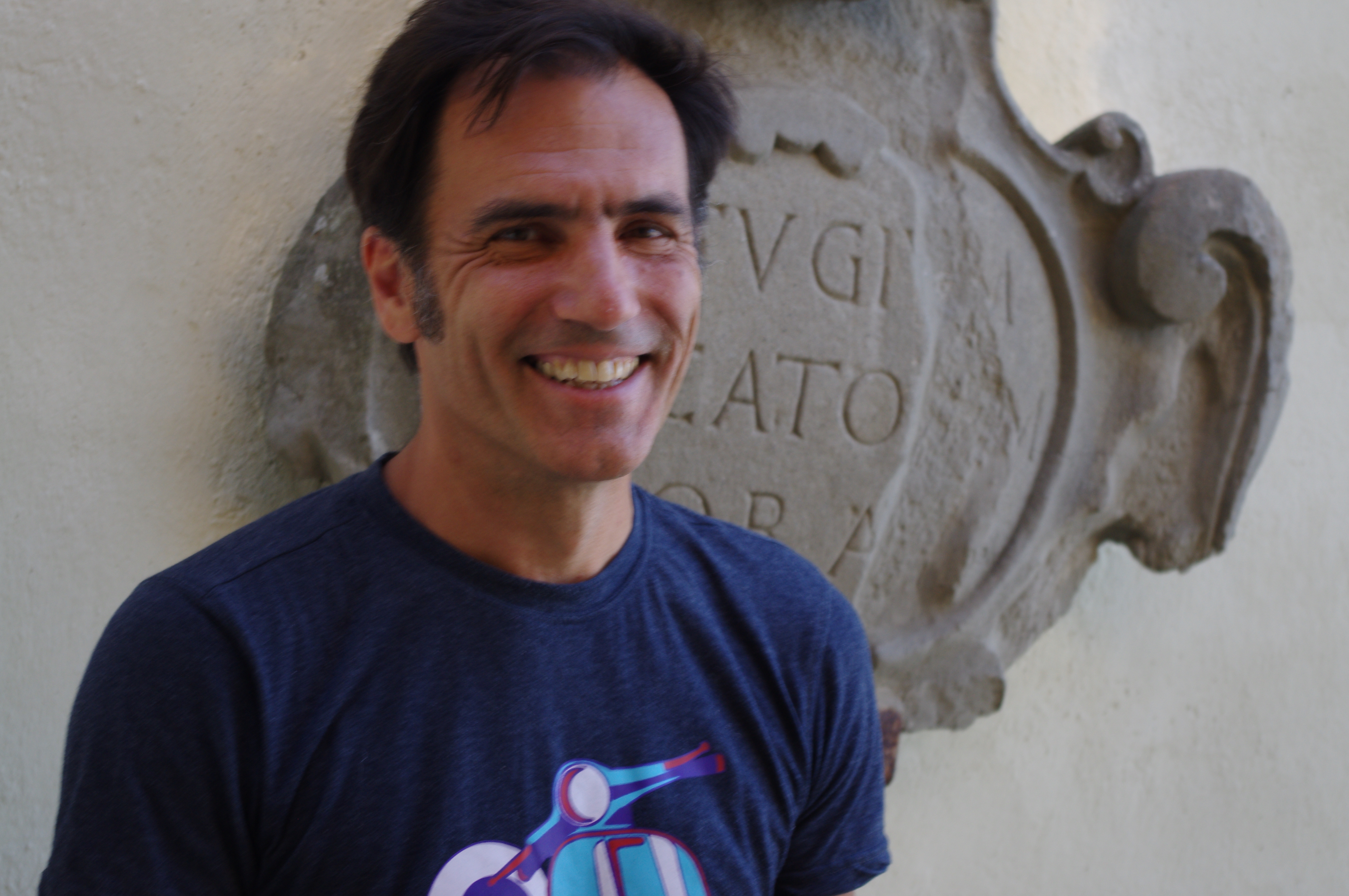
Carlos Rodrigues Gesualdi 2012

Carlos Diego Rodrigues Gesualdi (* 30. September 1963 in Buenos Aires) ist ein in Deutschland lebender argentinischer Schriftsteller.

## Leben
Neben seinem Kinderbuch Raros Peinados, einem Bestseller in Lateinamerika, schrieb Gesualdi über 50 Geschichten, die in Schulbüchern und Sammlungen in fünf Sprachen in Europa und Lateinamerika veröffentlicht wurden. Des Weiteren verfasste er Beiträge für die Reihe ¡España de arriba a abajo! des Stuttgarter Schmetterling-Verlages.
Im Alter von 13 Jahren begann er, Geschichten zu schreiben und veröffentlichte die ersten mit 18 Jahren. Später studierte er Mathematik, Altgriechisch, Physik und Philosophie. Währenddessen machte er nebenbei eine Ausbildung zum Grundschullehrer. Mit 34 Jahren wurde er Professor für Mittelalter-Philosophie an der Universität Buenos Aires. Allerdings fand er seine große Liebe in Europa und zog so zu seiner Frau Andrea nach Deutschland.
Gesualdi lebt derzeit mit seiner Familie in Brühl in der Nähe des ehemaligen Klosters Benden, dessen Ambiente in einige seiner Werke einfloss.
Zurzeit arbeitet er neben seiner Tätigkeit als Autor auf einer halben Stelle als Lehrer für Philosophie, Politik und ehemalig Deutsch am Geschwister-Scholl-Gymnasium Pulheim.

## Auszeichnungen
- 2010: Sexto Continente - Preis für die Geschichte Hemingway en Kabul[4]
- 2009: Novela ganadora del Premio Internacional Julio C. Coba (für das Kinderbuch Una gata con todos los nombres del mundo, Libresa, Quito 2009)
- 2007: Tucumán National (für den Roman Raros Peinados)

## Bücher
- "Das Abenteuer des wilden Flusses / Приключение дикой рекой", Hamburg, Amiguitos, 2015 (con un prólogo de Phillip Köster).
- "Das Abenteuer des wilden Flusses / L‘Aventure de la Riviére Sauvage", Hamburg, Amiguitos, 2015 (con un prólogo de Phillip Köster).
- "Das Abenteuer des wilden Flusses / The Wild River Adventure, Hamburg, Amiguitos, 2014 (con un prólogo de Phillip Köster).
- "Das Abenteuer des wilden Flusses / La aventura del Río Salvaje", Hamburg, Amiguitos, 2014 (con un prólogo de Phillip Köster).
- Das Jahr der zwei Weihnachten, in: Finn-Ole Heinrich und Carlos Rodrigues Gesualdi: Y entonces? Und nun?, Amiguitos – Sprachen für Kinder Hamburg, Kurzgeschichte, 2013
- Das Topmodel - The Super Model, Hamburg, Amiguitos – Sprachen für Kinder, 2013, ISBN 978-3-943079-27-2 (Der Titel auf dem Schutzumschlag lautet: The Super Model - Das Topmodel, der Titel laut Impressum und Verzeichnis Lieferbarer Bücher lautet Das Topmodel - The Super Model.).
- La Modelo Top / Das Topmodel, Hamburg, Amiguitos – Sprachen für Kinder, 2013, ISBN 978-3-943079-26-5.
- El misterio de Sevilla, Stuttgart, Schmetterling, 2011.
- Escándalo en Mallorca, Stuttgart, Schmetterling, 2011.
- Un amor en Madrid, Stuttgart, Schmetterling, 2010, ISBN 978-3-89657-791-7
- Nuevos amigos en Barcelona, Stuttgart, Schmetterling, 2010.
- Golazo, Buenos Aires, SM (El Barco de Vapor), 2010.
- Una gata con todos los nombres del mundo, Quito, Libresa, 2009.
- Las aventuras de Centellerín, Madrid, Santillana 2008.
- Peces Gordos, Barcelona, Planeta 2007.
- El ángel de Cristina, Buenos Aires, Alfaguara 2006.
- Palabra de Fantasma, Buenos Aires, Alfaguara 1999.
- Raros Peinados, Buenos Aires, Alfaguara 1997.